# Muhammad Ali
Muhammad Ali, geboren als Cassius Marcellus Clay (Louisville, 17 januari 1942 – Scottsdale, 3 juni 2016), bijgenaamd The Greatest en Louisville Lip, was een Amerikaans bokser. Ali werd door het sportblad Sports Illustrated uitgeroepen tot Sportman van de Eeuw. Hij werd driemaal wereldkampioen in het zwaargewicht en won een gouden medaille in het halfzwaargewicht op de Olympische Spelen van 1960 in Rome.
Ali vocht in totaal 61 profpartijen, waarvan hij er 56 won (37 op knock-out) en 5 verloor (tegen: Joe Frazier, Ken Norton, Leon Spinks, Larry Holmes en Trevor Berbick).

## Biografie
Ali werd vernoemd naar zijn vader Cassius Marcellus Clay senior (die op zijn beurt vernoemd was naar de abolitionist en politicus Cassius Clay). Ali veranderde zijn naam nadat hij lid was geworden van de Nation of Islam, een in de VS opgerichte separatistische religieuze en sociopolitieke organisatie. Later, in 1975, bekeerde hij zich tot de hoofdstroming binnen de islam: het soennisme.

## Carrière

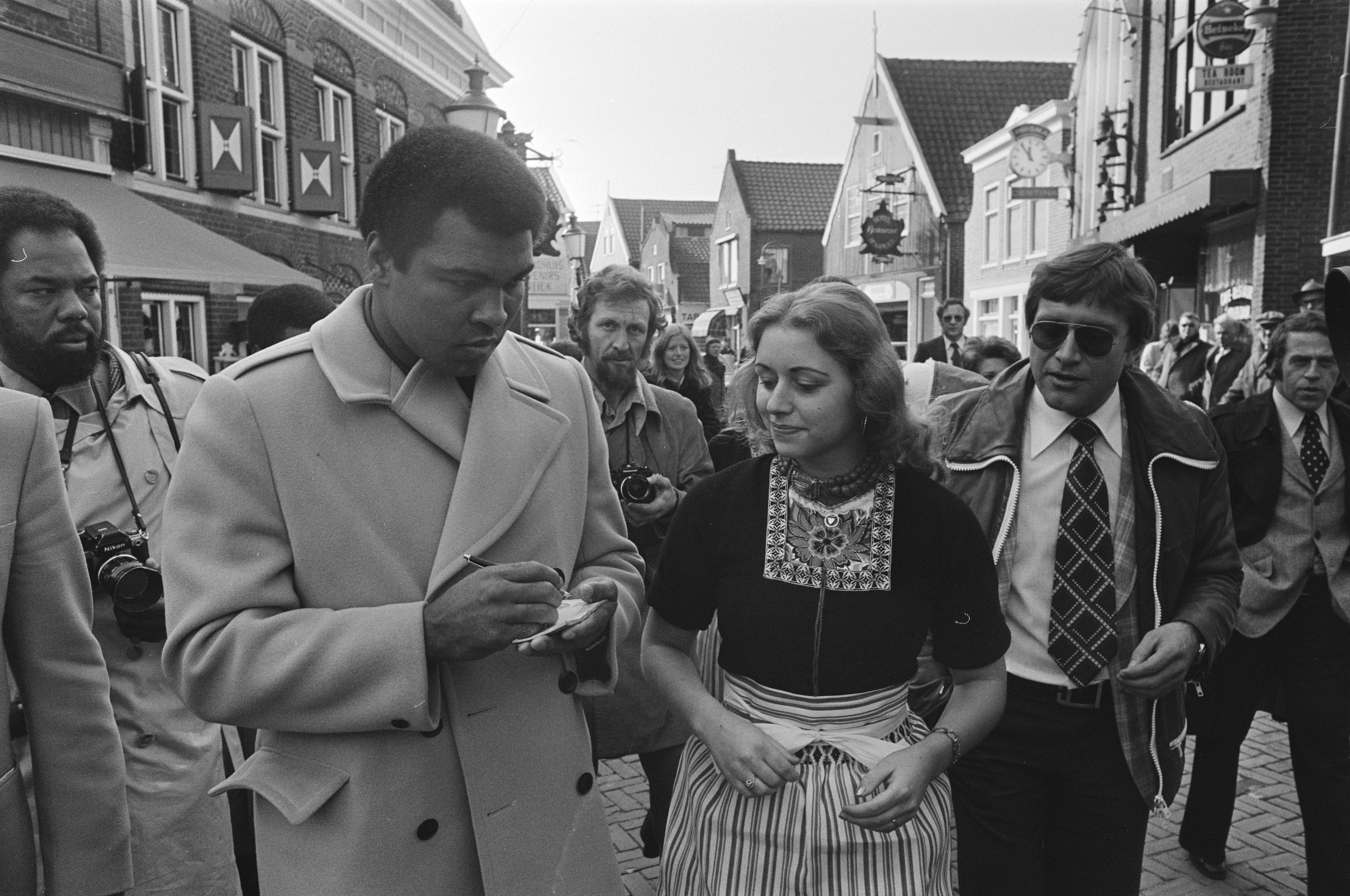
Muhammad Ali geeft handtekening in Volendam (1976). Rechts Ruud ter Weijden

Met een lengte van 1,91m had Ali een onorthodoxe en mooie boksstijl voor een zwaargewicht. In plaats van de gebruikelijke hoge dekking om het gezicht te beschermen, hield Ali zijn handen laag en vertrouwde hij op zijn vaardigheid om stoten te ontwijken. Op 29 oktober 1960 won Ali zijn eerste professionele gevecht. Over zes ronden won hij van Tunney Hunsaker, een politiechef uit Fayetteville. Van 1960-63 won de jonge bokser al zijn 19 partijen, waarvan 15 op knock-out. Hij versloeg namen als Tony Esperti, Jim Robinson, Donnie Fleeman, Alonzo Johnson, George Logan, Willi Besmanoff, Lamar Clark (die zijn voorgaande 40 gevechten op knock-out had gewonnen), Doug Jones en Henry Cooper. Verder won Ali van Sonny Banks (tegen wie hij neerging), Alejandro Lavorante en een op leeftijd zijnde Archie Moore (een bokslegende die meer dan 200 wedstrijden gebokst had en vóór Angelo Dundee Ali’s trainer was).
Ali's overwinning in de tiende ronde tegen Doug Jones werd betwist, hoewel Jones lichter was dan Ali bracht hij hem nadat de bel voor de eerste ronde had geklonken aan het wankelen met een rechterstoot. Jones bleef Ali gedurende het gevecht met stoten bestoken. Het gevecht ging de boeken in als "Gevecht van het Jaar" in 1963. Ali's volgende gevecht was tegen Henry Cooper. Cooper sloeg Ali tegen het einde van de vierde ronde neer met een linkse hoek. Het gevecht werd in de vijfde ronde gestaakt als gevolg van een diepe snee in Coopers gezicht.
Ondanks de nipte en twijfelachtige overwinningen tegen Doug Jones en Henry Cooper werd Ali de belangrijkste gegadigde voor een titelgevecht tegen regerend kampioen Sonny Liston. Ondanks Ali's indrukwekkend palmares werd niet verwacht dat hij de kampioen zou verslaan. Het gevecht zou op 25 februari 1964 in Miami plaatsvinden. Tijdens de weging, de dag voorafgaand aan het gevecht, tartte de immer strijdbare Ali Liston in de aanloop naar het gevecht door hem onder andere "de grote lelijke beer" te noemen, te verkondigen dat hij zou "bewegen als een vlinder en steken als een bij" (float like a butterfly and sting like a bee) en, in een poging zijn strategie om Listons aanvallen uit de weg te gaan samen te vatten, zei: "Je handen kunnen niet raken wat je ogen niet kunnen zien".

### Eerste titelgevecht: Ali tegen Liston
Sonny Liston werd wereldkampioen in het zwaargewicht, nadat hij Floyd Patterson in 1962 via een knock-out in de eerste ronde onttroond had. Wegens Listons harde stoten stonden andere zwaargewichten niet te popelen de kampioen uit te dagen. Liston stond te boek als een timide persoon, die weinig lachte en de pers niet graag te woord stond. Ali daarentegen was een 22-jarige veelprater, die hield van zijn plaats in het voetlicht. Ali had reeds een gouden medaille op de Spelen van Rome gewonnen, had snelle handen en veel zelfvertrouwen. Niettemin was hij vier jaar eerder neergegaan tegen Sonny Banks en Henry Cooper. Slechts weinigen geloofden in een overwinning voor Ali en bij de bookmakers stond hij met 7-1 genoteerd als de underdog.
Ali begon aan de partij met een duidelijk strijdplan. Liston dacht, naar aanleiding van een tijdens de weging bij Ali gemeten hartslag van 120 slagen per minuut, dat Ali nerveus was en was voornemens snel een einde aan het gevecht te maken. Liston was niet voorbereid op een lang gevecht. In de openingsronden bleef Ali met zijn snelheid uit de buurt van de hardstotende Liston en gebruikte zijn lengtevoordeel om Liston met directe stoten te raken. Ali werd enkele keren geraakt, maar beantwoordde Listons stoten met snelle combinaties. In de derde ronde raakte Ali Liston met verscheidene combinaties, die resulteerden in een zwelling onder Listons rechteroog en een snee onder zijn linkeroog. In de vierde ronde liep Ali na de bel op Liston af, maar ging terug naar zijn hoek en klaagde bij zijn trainer Angelo Dundee dat zijn ogen brandden en dat hij niets kon zien. Er is geopperd dat dit een stof was die gebruikt was om Listons bloeden te stelpen, of dat deze stof op Listons handschoenen was gebruikt, maar deze theorie is nooit bevestigd. Begin vijfde ronde stuurde Dundee Ali de ring in met de opdracht uit de buurt te blijven van Liston en zijn zware stoten te vermijden. Ali overleefde de vijfde ronde en in de zesde ronde beheerste hij de wedstrijd weer. In deze ronde plaatste hij ogenschijnlijk moeiteloos veel combinaties op het gezicht van Liston. Na de zesde ronde zei Liston tegen zijn hoek dat hij niet verder kon, hij klaagde over een schouderblessure. Toen de bel voor de zevende ronde ging kwam Liston niet meer uit zijn hoek en gaf zo zijn nederlaag toe. Zich ervan bewust geschiedenis te hebben geschreven, sprong Ali naar het midden van de ring, maakte een overwinningsdansje en liep naar de touwen naar waar de schrijvende pers gezeten was. Velen van hen hadden getwijfeld aan Clays kansen om de gevreesde Liston te verslaan. Ali riep hen toe "Ik ben de beste" en "Ik heb de wereld versteld doen staan".

### 6 maart 1964: Cassius Marcellus Clay wordt Muhammad Ali

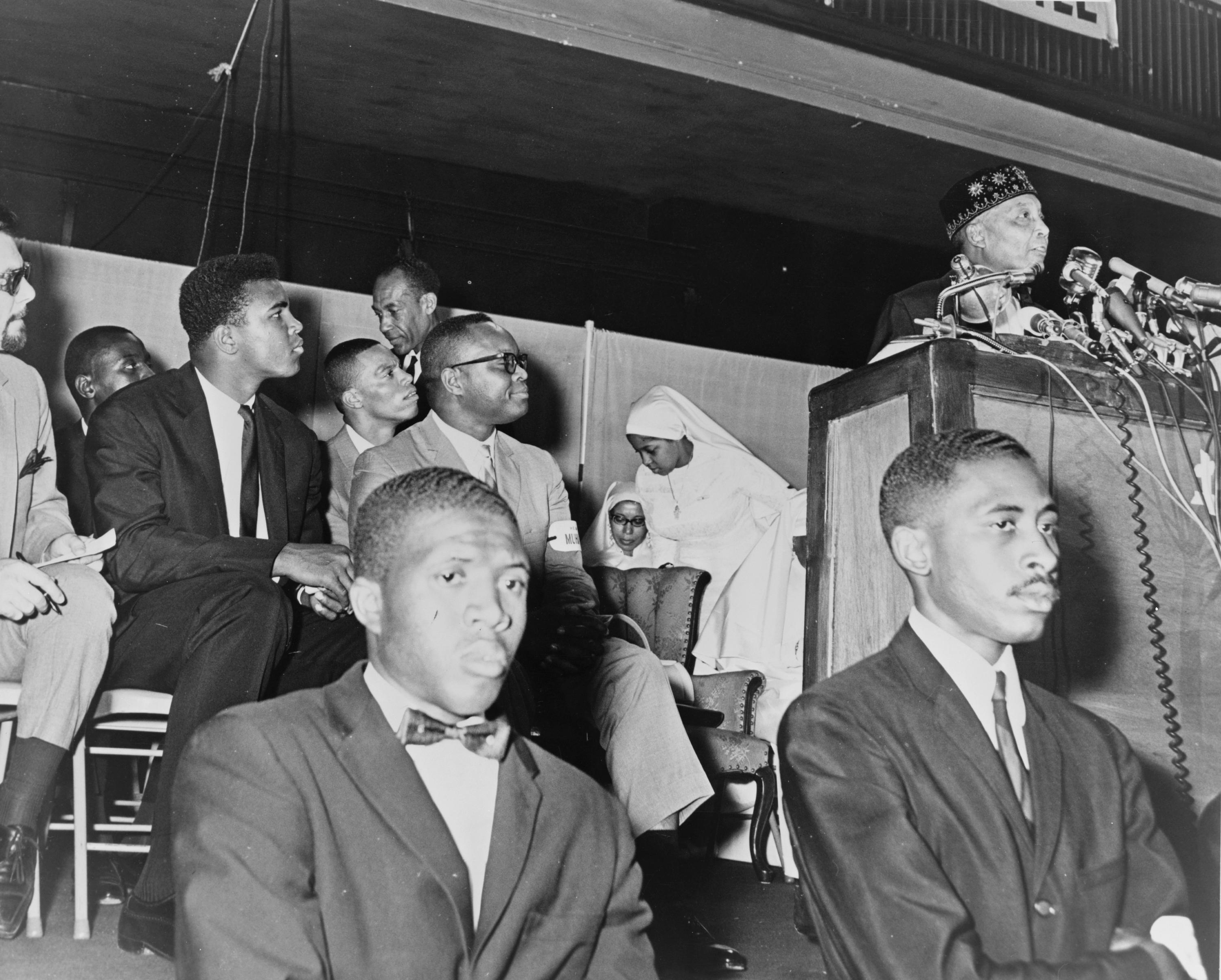
Ali met Elijah Muhammad

Behalve als de nieuwe wereldkampioen zwaargewicht, werd Ali om andere redenen bekend. Hij onthulde lid te zijn van de Nation of Islam (waaraan destijds gerefereerd werd als Black Muslims) en Malcolm X doopte Cassius Clay om in Cassius X, waarmee hij diens achternaam, als symbool van het slavernijverleden van zijn voorouders, verwierp. Malcolm X en andere leden van de Nation of Islam waren Ali hierin voorgegaan. Op 6 maart 1964 maakte Malcolm X bekend dat aan Clay zijn 'X' zou worden toegekend. Elijah Muhammad, de toenmalig leider van de Nation of Islam, nam diezelfde avond een telefonische verklaring op, die op de radio zou worden uitgezonden, waarin hij bekendmaakte dat Clay voortaan als Muhammad (de profeet van de islam) Ali (de vierde kalief) door het leven zou gaan. In het Nederlands wordt deze naam veelal als "Mohammed Ali" weergegeven. Slechts enkele journalisten (Howard Cosell als meest vooraanstaande) accepteerden dit destijds. Zijn nieuwe naam stond symbool voor zijn nieuwe identiteit als lid van de Nation of Islam.

### Ali tegen Liston: de rematch
Gezien het vreemde einde van hun eerste gevecht kondigden de boksautoriteiten een tweede gevecht aan, maar nu met Ali als titelverdediger en Liston als uitdager. De wedstrijd zou in november 1964 plaatsvinden, maar Ali moest een spoedoperatie aan een hernia ondergaan. Het gevecht werd uitgesteld en zou in Boston plaatshebben. De promotors hadden echter geen vergunning voor de staat Massachusetts en het gevecht zou in een kleine zaal in Lewiston, Maine plaatsvinden en wel op 25 mei 1965. Door de verplaatsing van het gevecht van Boston naar het meer dan 200 km verderop gelegen Lewiston, woonden slechts 2434 fans het spektakel bij, een laagterecord qua aantal toeschouwers bij een wereldtitelgevecht.
Het gevecht zou een van de meest controversiële in de geschiedenis worden. Halverwege de eerste ronde ging Liston naar het canvas, na wat velen als een niet-legitieme knock-down aanmerkten. Scheidsrechter Jersey Joe Walcott, zelf een voormalig kampioen in het zwaargewicht, raakte in verwarring nadat hij Ali naar zijn hoek commandeerde en deze de instructie negeerde en zich over Liston boog en deze toeschreeuwde om op te staan en hierna zijn handen in de lucht stak om de knock-down te vieren. Walcott stond zichzelf een twintigtal seconden bedenktijd toe. Nat Fleischer, publicist van het blad Ring Magazine, verwittigde Walcott dat Liston al twintig seconden op het canvas lag en Walcott beëindigde het gevecht en kende Ali een overwinning door een knock-out in de eerste ronde toe.
De tweede Ali-Liston partij werd bekend als de "the phantom punch fight" (het fantoomslag-gevecht). De meeste aan de ring gezeten toeschouwers hadden de klap waarmee Ali Liston knock-out sloeg niet gezien. Boze tongen beweren zelfs dat Liston tegen zichzelf gewed had, omdat hij de maffia geld schuldig zou zijn; daarom, althans volgens degenen die deze theorie aanhangen, ging Liston opzettelijk neer. Op herhalingen in slow-motion is goed te zien dat Ali Liston vlak voor deze naar de grond ging raakte met een rechtse stoot, die des te harder aankwam doordat Liston inkwam op Ali. De herhaling laat ook zien dat Liston nadat hij opstond op zijn benen wankelde en een afwezige indruk maakte.
Hoewel Ali door vele fans en experts beschouwd wordt als de beste (zwaargewicht) bokser aller tijden zijn er velen die vraagtekens plaatsen bij het resultaat van de tweede tweekamp Ali-Liston. Schrijver Mark Kram schrijft in zijn boek Ghosts of Manilla, waarin hij Liston jaren na het gevecht interviewt, dat Liston opzettelijk neerging uit angst voor represailles van de Nation of Islam. Dit laatste mag om verschillende redenen als twijfelachtig worden aangemerkt. Zo was Kram een fervent tegenstander van Ali en hij schreef het boek niet in de laatste plaats om de hoge achting die iedereen had voor Ali te ondermijnen. Kram was ontvankelijk voor elke uitspraak of verklaring die zijn negatieve houding jegens Ali ondersteunde. Daarnaast beweerde Liston nooit geraakt te zijn en Kram wist, of had moeten weten, dat deze bewering onjuist was, want wat er ook gezegd kan worden over de wedstrijd, Ali had Liston wel degelijk geraakt.

### Vietnam onderbreekt Ali's carrière
Toen Muhammad Ali zich op 18-jarige leeftijd liet registreren voor mogelijke oproeping door het Amerikaans leger werd hij ingedeeld in klasse 1-A. Twee jaar later, in 1964, werd Ali na testen ongeschikt bevonden voor militaire dienst en gedegradeerd naar Klasse 1-Y (enkel oproeping in geval van nationale noodtoestand). Uit de proeven was immers gebleken dat zijn schrijf- en spelvaardigheid ondermaats waren ten gevolge van dyslexie en dat hij 'slechts' een IQ van 78 had. Begin 1966, toen de Amerikaanse strijdkrachten om nieuwe rekruten verlegen zaten en de keuringsvoorwaarden werden versoepeld, werd Ali opnieuw ondergebracht in klasse 1-A zodat hij voortaan wel kon worden opgeroepen voor indiensttreding. Hij weigerde in de Amerikaanse strijdkrachten in de Vietnamoorlog te dienen omdat zijn persoonlijke overtuigingen niet met het fenomeen oorlog rijmden. Ali zei dat "Oorlog tegen de Heilige leerstellingen van de Koran is. Ik probeer mijn dienstplicht niet te ontduiken. We worden geacht niet aan een oorlog deel te nemen, behalve wanneer hiertoe opgeroepen door Allah of de Heilige Profeet. We nemen geen deel aan een christelijke oorlog of welke oorlog van ongelovigen dan ook." Ali voelde zich niet aangesproken wanneer aan hem als Cassius Clay gerefereerd werd, hiermee volgde hij de instructies van zijn mentoren van de Nation of Islam op om geen gehoor te geven aan de slavennaam die door blanken aan zijn voorouders was gegeven. Dit leidde tot menige controverse. Ali mocht niet meer in de VS vechten en werd gedwongen voor het grootste deel van 1966 louter overzeese gevechten te accepteren.
Van zijn tweede partij tegen Liston in mei 1965 tot en met zijn laatste titelverdediging tegen Zora Folley in maart 1967 had Ali zijn titel negen keer verdedigd. Weinig andere zwaargewichtkampioenen verdedigden hun titel zo vaak in zo korte tijd.
Ali zou op 29 maart 1966 in Toronto tegen WBA-kampioen Ernie Terrell uitkomen, nadat deze zich had teruggetrokken won hij het gevecht tegen plaatsvervanger George Chuvalo na 15 ronden op een jurybeslissing. Hij ging naar Engeland en versloeg Henry Cooper en Brian London nadat beiden het gevecht als gevolg van verwondingen moesten staken. Ali's volgende titelgevecht was tegen de Duitser Karl Mildenberger, de eerste Duitser sinds Max Schmeling die om de titel vocht. Ali stopte zijn tegenstander, na een van de zwaarste gevechten uit zijn carrière, in de twaalfde ronde af.
Ali keerde terug naar de VS en vocht in november tegen Cleveland "Big Cat" Williams in de Houston Astrodome. Anderhalf jaar voor het gevecht was Williams van korte afstand in zijn buik geschoten door een Texaans politieagent. Als gevolg hiervan miste Williams één nier, drie meter dunne darm en had hij een verschrompeld linkerbeen als gevolg van zenuwbeschadiging. Ali versloeg Williams in drie ronden.
Op 6 februari 1967 vocht Ali tegen Terrell in wat de boeken is ingegaan als een van de smerigste gevechten in de bokshistorie. Terrell had Ali boos gemaakt door hem Clay te noemen en de kampioen zwoer hem te straffen voor deze belediging. Tijdens het gevecht bleef Ali zijn tegenstander toeschreeuwen "Hoe luidt mijn naam, Oom Tom... hoe luidt mijn naam?" Terrell onderging een vijftien ronden durende afstraffing en verloor 13 van de 15 ronden volgens twee juryleden, maar Ali sloeg hem niet knock-out. Velen beweren dat Ali Terrell opzettelijk niet knock-out sloeg en er de voorkeur aan gaf Terrell verder af te straffen. Na het gevecht schreef Tex Maula dat het een prachtige boksdemonstratie was geweest en een barbaarse tentoonstelling van wreedheid.
Ali's weigering van de dienstplicht en zijn lidmaatschap van de Nation of Islam maakten hem het middelpunt van vele discussies en maakten van de uitgesproken en populaire kampioen een van de meest herkenbare en controversiële figuren van een tijdperk. Ali verscheen aan de zijde van Elijah Muhammed op bijeenkomsten van de Nation of Islam en toonde zich trouw aan hem, terwijl het grootste deel van Amerika hem op dat moment met argusogen volgde. Velen reageerden hier verontwaardigd op. Ali voedde de verongelijkte reacties door zich openlijk uit te spreken voor separatisme.
Op 20 juni 1967 werd Ali na een beraadslaging van slechts 21 minuten door de jury van de federale rechtbank van Houston schuldig bevonden aan het weigeren van de dienstplicht. Hij wordt door rechter Joe Ingraham veroordeeld tot de maximale gevangenisstraf van vijf jaar en een geldboete van tienduizend dollar. Eerder, op 28 april 1967, had de Atletiek Commissie van de staat New York hem ook al zijn bokslicentie voor drie jaar en zijn kampioenstitel ontnomen. Door het aantekenen van een hoger beroep en het betalen van een borgsom bleef Ali wel op vrije voeten. Tijdens de jaren van zijn schorsing manifesteerde Ali zich steeds meer als een politiek activist en hield op campussen van colleges en universiteiten vurige pleidooien voor de emancipatie van de Afro-Amerikanen (Civil Rights Movement) en voor de stopzetting van de Vietnamoorlog. In die periode werd hij financieel ondersteund door Joe Frazier, die er in die periode tevens bij Amerikaanse president Nixon op aan drong de straf tegen Ali op te heffen.

### De comeback
Hoewel de beroepsprocedure nog steeds hangende was, kreeg Ali dankzij de steun van senator Leroy R. Johnson op 11 augustus 1970 van de Atletiek Commissie van de stad Atlanta, toch reeds een licentie om in Georgia, de enige staat zonder bokscommissie, te vechten. Op 26 oktober 1970 stopte hij Jerry Quary af, die het gevecht als gevolg van een snee na drie ronden moest staken.
Op 11 september 1970 besloot het New Yorkse Hooggerechtshof dat de Bokscommissie van de staat New York Ali onrechtmatig een bokslicentie had afgenomen. Nu Ali weer in staat was in New York te vechten kampte hij op 7 december 1970 in de Madison Square Garden tegen Oscar Bonavena. Na veertien zware ronden stopte Ali Bonavena na een technisch knock-out in de vijftiende ronde af, waarmee de weg naar een titelgevecht tegen Joe Frazier open lag.
Op 28 juni 1971 besliste het Amerikaanse Hooggerechtshof in de zaak Clay versus United States unaniem om de eerdere veroordeling in beroep terug te wijzen wegens het ontbreken van een motivering bij de afwijzing van Ali's dienstweigering als gewetensbezwaarde. Ali mocht nu opnieuw in alle staten van de VS boksen.

#### Fight of the Century: Frazier tegen Ali
Op 8 maart 1971 vochten Frazier en Ali tegen elkaar in wat de boeken inging als Fight of the Century. Beide boksers waren op dat moment ongeslagen. De kampioen, Joe Frazier, had 23 van zijn 26 gevechten op knock-out gewonnen; de uitdager, Ali, had 26 van zijn 31 gevechten op knock-out gewonnen. Het gevecht vond plaats in Madison Square Garden in New York.
Het eerste gevecht tussen Frazier en Ali kon rekenen op enorme media-aandacht. Beide vechters waren onderwerp van discussie in tal van bladen en tv-programma's. De boksers was elk 2,5 miljoen dollar toegezegd, toen een record voor een enkele wedstrijd.
Het gevecht werd symbolisch in de VS. Ali, publiek tegenstander van de Vietnamoorlog, was het symbool van iemand die tegen de gevestigde orde schopte. Frazier (die in zijn autobiografie zei dat hoewel hij door zijn vaderschap niet in de oorlog vocht hij wanneer hij gerekruteerd zou zijn, geen probleem zou hebben met het dienen van zijn vaderland, omdat hij hier veel aan te danken had) werd het symbool van conservatief Amerika.
Veel boksfans waren van mening dat Ali's snelheid en vaardigheid Frazier kansloos zouden laten, terwijl anderen dachten dat Fraziers stootkracht en Ali's lange afwezigheid de doorslag zouden geven. Op de avond van het gevecht braken er rellen uit in veel Amerikaanse steden, waaronder Chicago, waar een bioscoop bijna compleet werd afgebroken toen bezoekers erachter kwamen dat ze de wedstrijd niet op de publieke zender konden bekijken.
Op de avond van het gevecht hing er een theatrale sfeer in Madison Square Garden, met horden politiemannen die de toeschouwers in bedwang moesten houden, buitensporig uitgedoste fans en talloze beroemdheden: van Norman Mailer en Woody Allen tot Frank Sinatra, die voor Life foto's van het gevecht nam. Kunstenaar Leroy Neiman portretteerde de beide kemphanen tijdens hun gevecht. De legendarische ring announcer Don Dunphey en acteur en boksliefhebber Burt Lancaster deden verslag voor de miljoenen die het gevecht op tv bekeken.
Ali domineerde de eerste drie ronden en trakteerde de kleinere Frazier op een aantal vinnige directe stoten, die het gezicht van de kampioen deden opzwellen. In de vierde ronde nam Frazier het heft in handen. Met zijn befaamde linkerhoek tartte hij Ali en zette hem vast tegen de touwen om hem zwaar op het lichaam te treffen. Het gevecht ging tot in de elfde ronde gelijk op, Frazier had Ali in een hoek gedrongen en raakte hem met een verpletterende linkerhoek die Ali bijna vloerde en hem in de touwen liet hangen. Ali overleefde de ronde, maar vanaf dat moment leek Frazier de overhand te hebben. Ali probeerde zich de volgende drie ronden terug te vechten, maar Frazier stond overduidelijk voor op punten. Vroeg in de vijftiende ronde plantte Frazier een spectaculaire linkerhoek in het gezicht van Ali die de uitdager deed neergaan. Het was slechts de derde keer dat Ali neerging in een gevecht. Ali, wiens rechterkaak groteske vormen had aangenomen, was snel ter been maar zwaar aangeslagen. Ondanks enkele rake treffers van Frazier overleefde Ali de ronde. Na een paar minuten volgde de unanieme jurybeslissing: Frazier behield zijn wereldtitel. Het was Ali's eerste verlies in een profwedstrijd.
Ali leek gedurende het gevecht wat roestig. Vanaf ronde zes oogde hij moe en hoewel hij nog enkele combinaties maakte, kon hij onmogelijk het tempo van de eerste drie ronden volhouden.
In 1973 moest Ali een aantal keren de ring in tegen andere zwaargewichtboksers om een nieuw gevecht met Frazier af te dwingen. Een van de gevechten was in Jakarta tegen Rudi Lubbers; de Nederlander verloor op punten. In dezelfde reeks trof Ali tweemaal Ken Norton. Een van deze partijen verloor Ali en hij brak hierbij zijn kaak, het tweede gevecht werd door Ali gewonnen. Zijn volgende gevecht was tegen Frazier, die intussen zijn titel had verloren aan George Foreman.

#### Frazier-Ali deel II
Ook voor hun tweede gevecht troffen Ali en Frazier elkaar in Madison Square Garden en wel op 28 januari 1974. Hoewel er nu geen titel op het spel stond, was het gevecht belangrijk omdat de uitslag zou bepalen wie wereldkampioen George Foreman mocht uitdagen. Bovendien was Ali na zijn verlies tegen Frazier gebrand op revanche.
Voordat Frazier en Ali op herhaling gingen, deden ze de studio's van ABC aan, om voor het programma Wide World of Sports hun visie op het eerste gevecht te geven. Terwijl beide vechters terugblikten op de elfde ronde, begon Ali zijn gal over Frazier te spuwen over hun beider ziekenhuisverblijven (volgens Ali was hijzelf tien minuten in het ziekenhuis geweest na het gevecht en Frazier een maand). Frazier pikte dit niet en de twee raakten verwikkeld in een handgemeen, wat resulteerde in boetes voor beide vechters. De toon voor een tweede confrontatie was gezet.
Nadat Ali Frazier met een uppercut flink had geraakt, verviel Ali in een patroon van directe stoten, terwijl hij wijselijk op afstand van de hardstotende Frazier bleef. Deze tactiek zou blijken te werken. Na twaalf ronden werd Ali tot winnaar van het gevecht uitgeroepen na een unanieme jurybeslissing. In hun onderlinge strijd stond het nu gelijk, Frazier en Ali zouden elkaar voor een derde maal treffen, maar niet voor Ali zijn titel terugwon van de op dat moment heersend wereldkampioen George Foreman.

#### The Rumble in the Jungle: Ali tegen Foreman

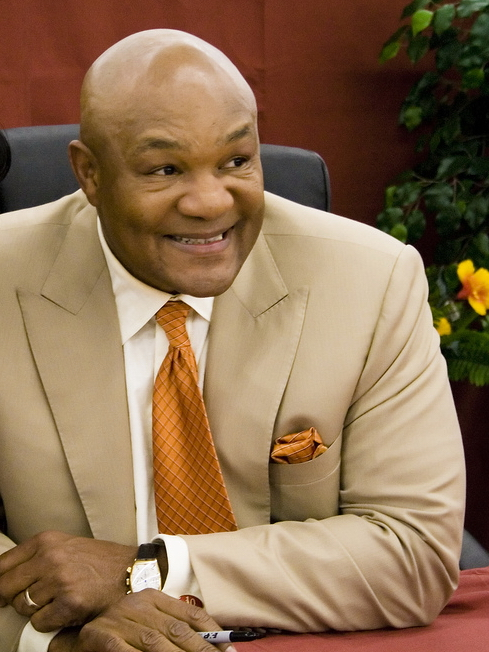
George Foreman in 2007

Op 30 oktober 1974 stond het als The Rumble in de Jungle gehypete gevecht tussen titelverdediger Foreman en uitdager Ali op het programma. Het gevecht zou plaatshebben voor een uitzinnige menigte in Kinshasa, de hoofdstad van Zaïre (het latere Congo). Ali was voornemens om na Floyd Patterson de tweede vechter te worden die zijn wereldtitel in het zwaargewicht heroverde.
Het gevecht was het eerste door Don King gearrangeerde en gepromote gevecht. King kreeg het voor elkaar Ali en Foreman elk een contract te laten tekenen, waarin hij hen 5 miljoen dollar aan prijzengeld beloofde als ze voor hem zouden vechten. King had het geld echter niet en ging op zoek naar een land buiten de Verenigde Staten, dat bereid was het gevecht te sponsoren. De omstreden president van Zaïre, Mobutu Sese Seko, bood zijn land aan als toneel voor het gevecht en verheugde zich op de aandacht die een dergelijk evenement op hem en zijn land zou vestigen.
Foreman en Ali brachten beiden een groot deel van de zomer trainend in Zaïre door, om aan het tropische klimaat te kunnen wennen. Het gevecht zou oorspronkelijk in september plaatsvinden, maar als gevolg van een blessure die Foreman opliep tijdens zijn training, werd een nieuwe datum geprikt in oktober. Foreman ging het gevecht in als de favoriet, de bookmakers noteerden 8-1.
Er waren tal van Hollywoodsterren aanwezig en enkele voormalig wereldkampioenen, waaronder Norton en Frazier. Bob Sheridan becommentarieerde het gevecht en David Frost interviewde de toeschouwers Frazier en Jim Brown, een voormalig Amerikaans Americanfootballspeler.
Ali zette de eerste ronde een aanval op Foreman in en ging het gevecht aan. Dit was opmerkelijk, Ali moest het met name van zijn snelheid en vaardigheid hebben en Foreman van zijn brute stootkracht. Een gevecht zoals Ali dat aanging zou normaliter in het voordeel van Foreman uitpakken, die tot dan toe 37 van zijn 40 gewonnen gevechten op knock-out had beslist. Waar een rechterstoot, althans in het geval van een rechtshandige bokser, doorgaans wordt ingeleid met een linkerstoot (de zogenaamde links-rechtscombinatie), 'pestte' Ali Foreman met de hem zo typerende niet ingeleide rechtse stoten. Hoewel Ali's offensieve strategie Foreman aanvankelijk verraste en Ali de kans zag Foreman een paar keer aanzienlijk te treffen, kwam Foreman redelijk ongeschonden de eerste ronde door en wist hij Ali zelfs een paar keer goed te raken. Ali wijzigde zijn strijdplan.
Ali had zijn trainer Dundee en zijn fans verwittigd een verrassing in petto te hebben voor Foreman. Vrijwel direct in de tweede ronde ging Ali in de touwen hangen en stond het Foreman toe hem te raken, zonder dat hij zelf ook maar een poging ondernam om Foreman te raken, een strategie die Ali later rope-a-dope zou noemen.
In de warme omgeving legde Foreman al zijn energie in zijn stoten, die door Ali werden ontweken of op diens verdediging landden. Ali sputterde weinig tegen en plaatste af en toe een directe stoot op het hoofd van Foreman, wiens gezicht al snel begon op te zetten. Als de twee vechters in een clinch verwikkeld waren, leunde Ali op Foreman of duwde hij Foremans hoofd naar beneden door op diens nek te leunen, iets dat desoriënterend op de tegenstander kan werken en het effect van stoten kan vergroten omdat het hoofd verder naar achter knikt wanneer het in die positie geraakt wordt. Ali tartte Foreman voortdurend in de clinch door hem te vragen vaker en harder te slaan, iets waar Foreman gewillig gehoor aan gaf.
Na een aantal ronden begonnen Foremans inspanningen hun tol te eisen en raakte hij vermoeid. Hoe erger zijn gezicht zwol, hoe meer zijn conditie het liet afweten. De bedoeling van Ali's strategie werd meer en meer zichtbaar toen Ali aan het begin van de vierde ronde een serie combinaties op Foreman losliet en dit tegen het einde van de vijfde ronde herhaalde, nadat Foreman het grootste gedeelte van deze ronde had gedomineerd. Hoewel Foreman stoten bleef uitdelen en naar voren bleef komen was hij vanaf de vijfde ronde vermoeid en leek hij meer en meer uitgeput te raken. Ali bleef Foreman onderwijl tarten met uitdagende uitspraken.
In de achtste ronde plaatste Ali een beslissende serie stoten. Een linkerhoek bracht Foremans hoofd in een positie waardoor Ali hem met een keiharde rechtse directe kon raken. Foreman wankelde, tolde door de ring alvorens hij op zijn rug neerviel. Foreman stond nog op, maar niet binnen de tien seconden. Foreman beweerde later dat hij te laat overeind kwam, omdat hij vanuit zijn hoek te laat het signaal gekregen had wanneer hij op moest staan. Foreman beweerde later ook nog dat de trainers van Ali de ringtouwen losser hadden gemaakt, ten faveure van Ali's tactiek. Later bood hij zijn verontschuldigingen aan voor dit verwijt. Foreman toonde zich een slecht verliezer. In de jaren die volgden zou hij tal van uitvluchten zoeken om zijn verlies te verklaren. De aantijging dat hij door zijn eigen mensen gedrogeerd zou zijn behoort tot de bizarste. Desalniettemin raakten Ali en Foreman bevriend na het gevecht. Vele jaren later zou een door Parkinson verzwakte Ali door Foreman naar het podium geholpen worden, toen deze een Oscar in ontvangst mocht nemen voor de film When We Were Kings, een documentaire over hun legendarisch gevecht in Zaïre.

#### Thrilla in Manila: Ali tegen Frazier

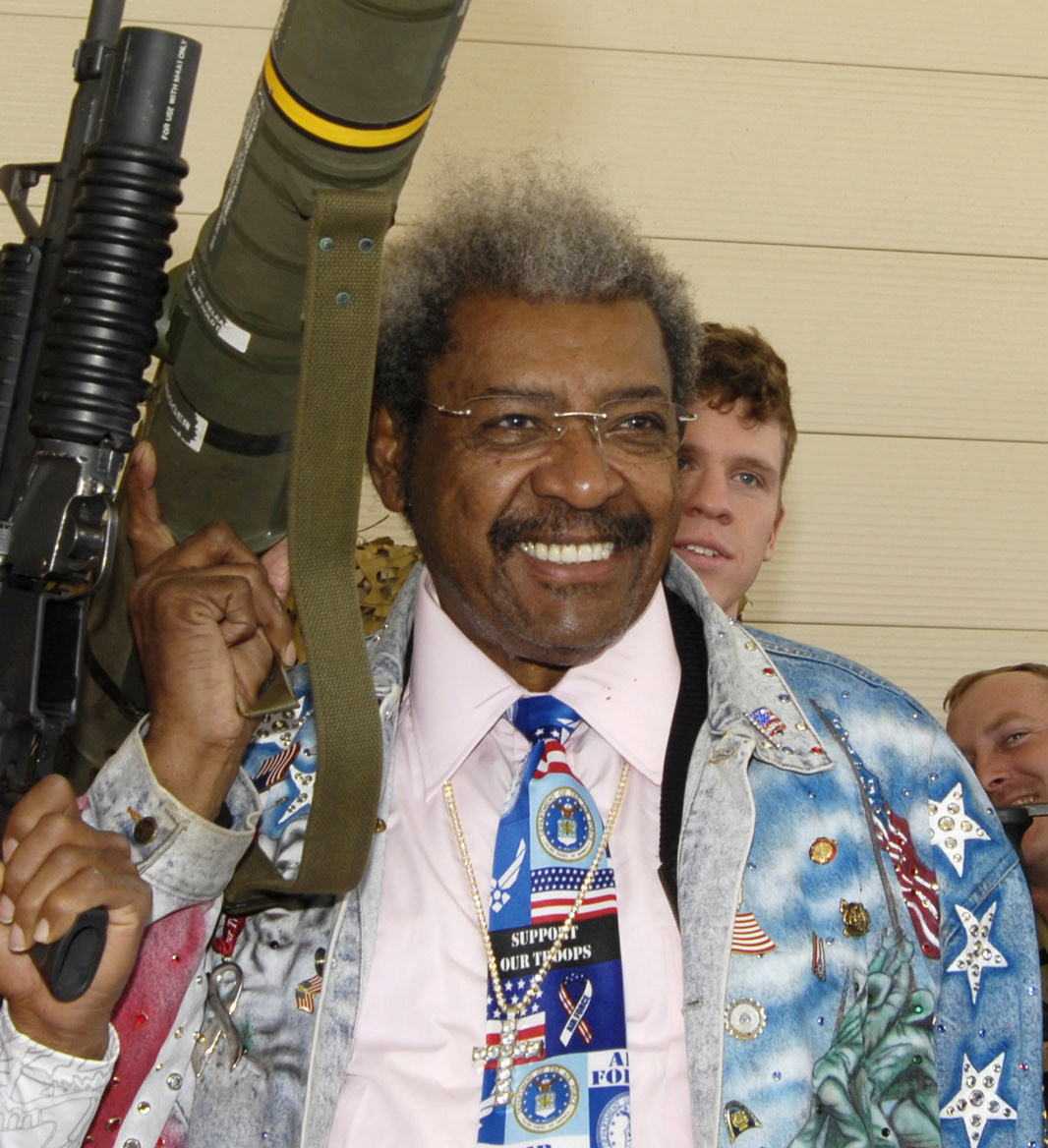
Bokspromotor Don King, die de gevechten organiseerde

Een inmiddels tot het soennisme bekeerde Ali zou het voor een derde maal tegen Frazier opnemen. In tegenstelling tot hun tweede gevecht zou dit keer wel een titel op het spel staan en de rollen waren omgekeerd: Ali als wereldkampioen, Frazier als de uitdager. Het gevecht was zo mogelijk nog hoger geprofileerd dan hun eerste Fight of the Century; Ali was nog beroemder geworden en Frazier had niets aan faam ingeboet. De spanning die naar het gevecht toe werd opgebouwd werd gevoed door Ali, die als vanouds rijmpjes en woordspelingen op Frazier losliet. Veel boksfans refereren aan dit gevecht als het mooiste aller tijden. Ali en Frazier leken zowel binnen als buiten de ring oprecht een hekel aan elkaar te hebben en ze hadden reeds twee keer tegenover elkaar gestaan.
Don King arrangeerde ook dit gevecht, dat net als The Rumble in the Jungle in een exotisch oord zou plaatsvinden en met Thrilla in Manila een al even exotische naam kreeg. Dit gevecht zou in Quezon City, een stad in Metro Manilla op de Filipijnen plaatshebben, nadat een tijdje Caïro als mogelijke locatie was geopperd. Het gevecht stond gepland op 1 oktober 1975. De uitzending van de Amerikaanse zender Home Box Office (HBO) over het gevecht werd door miljoenen bekeken. Ali had niet zo hard getraind als hij normaal deed voor een titelgevecht, omdat hij een Frazier op zijn retour in de ring dacht aan te treffen.
Voor de bel voor de eerste ronde klonk, had Ali tegen zijn trainers gezegd Frazier er flink van langs te geven. Ali liep naar het midden van de ring waar hij Frazier trof en vuurde een salvo van stoten en combinaties op Frazier af, iets dat hij gedurende de komende ronden zou volhouden. In de zesde ronde vocht Frazier zich terug en raakte Ali met enkele hoeken naar het hoofd die hem zelfs even deden wankelen. In het begin van de zevende ronde fluisterde Ali, naar wat men zegt, in Fraziers oor: "Waarom oude Joe Frazier? Ze vertelden me dat het gedaan was met je." Waarop Frazier reageerde met: "Je bent verkeerd ingelicht, knappe jongen." Vanaf dat moment domineerde Frazier het gevecht. Ali probeerde zijn beproefde rope-a-dope tactiek uit, maar deze haalde weinig uit tegen de kracht van Frazier. Uiteindelijk deed Ali in de tiende ronde het tij weer keren. Enkele snelle combinaties misvormden het gezicht van Frazier danig voor het einde van de ronde. Diens ogen waren dermate gezwollen dat er niet veel meer dan twee spleetjes van over waren. In de dertiende ronde vuurde Ali alweer een salvo combinaties op Frazier af en sloeg diens gebitsbeschermer uit zijn mond het publiek in. Fraziers trainer, Eddie Futch, wilde op dit punt een einde aan het gevecht maken. Frazier vertikte dit echter en vroeg zijn coach hem nog een ronde de kans te geven zich terug te vechten. In ronde veertien van het gevecht was Frazier praktisch blind en werd door Ali getrakteerd op enkele zware stoten.
Na veertien brute ronden en gezien Fraziers toestand kon zijn trainer niet roerloos toekijken. Futch vertelde Frazier in de hoek dat hij een einde aan het gevecht ging maken, Frazier sputterde tegen en Futch verzekerde Frazier dat zijn prestatie die dag niet vergeten zou worden en beëindigde het gevecht. Frazier: "Man, I hit him with punches that'd bring down the walls of a city".
Ali werd tot winnaar uitgeroepen en viel enkele ogenblikken later flauw. Hij beweerde dat hij de dood in de ogen had gekeken: "It was like death, the closest thing to dying that I know of." Ali betoonde zijn respect aan Frazier, waarmee een einde kwam aan de Ali-Fraziertrilogie. Geen van de twee boksers zou ooit nog de oude worden. Frazier vocht nog tweemaal alvorens er de brui aan te geven en een minder wordende Ali zou nog veel moeite hebben met enkele van zijn opponenten en enkele controversiële overwinningen boeken.
In 1976 sloeg Ali twee relatief onbekende tegenstanders knock-out, de Belg Jean-Pierre Coopman (De Leeuw van Vlaanderen, maar Ali noemde Coopman smalend "a sweet little pussycat"), op dat moment een van de beste tien zwaargewichtboksers van Europa, en de Engelse bokser Richard Dunn. Op 30 april 1976 stond Ali tegenover Jimmi Young in Landover, Maryland. Een veel te zware Ali moest overduidelijk het onderspit delven. De door Don King geselecteerde juryleden wezen echter Ali als winnaar aan, wat de boeken inging als een van de meest controversiële beslissingen in de bokshistorie. In september stond Ali voor de derde keer tegenover Ken Norton, in het Yankee Stadium. Hoewel betwist door velen die de wedstrijd zagen, won Ali unaniem op punten.
In 1977 verwittigde Ali's ringarts, Ferdie Pacheco, Ali's aanhang van het feit dat deze zichzelf schade berokkende en dat hij niet verantwoordelijk gehouden wilde worden. Pacheco had Ali geadviseerd met pensioen te gaan toen hij zag dat Ali's reflexen het lieten afweten.
Ali zou tot februari 1978 zijn titel behouden om hem aan de olympisch kampioen van 1976, Leon Spinks, te verliezen. Ali had de twijfelachtige eer om de eerste zwaargewichtkampioen te worden die zijn titel verloor aan iemand met slechts zeven profpartijen achter zijn naam. Spinks en Ali zouden nog een keer tegenover elkaar staan in het Superdome van New Orleans. Ali kreeg de titel na vijftien ronden toebedeeld en op 27 juni 1979 stopte hij met boksen waarmee de zwaargewichttitel vacant werd.

### Zijn tweede comeback
Ali's pensioen was van korte duur. Op 2 oktober 1980 daagde hij WBC-wereldkampioen Larry Holmes uit met als doel de eerste bokser te worden die de zwaargewichttitel vier keer wist te winnen. Ali verloor op technisch knock-out in de elfde ronde, nadat zijn trainer Dundee hem verbood verder te vechten. Het gevecht tegen Holmes, gepromoot als The Last Hurrah, werd door veel fans en experts met minachting gadegeslagen, omdat zij tijdens de wedstrijd een afgetakelde Ali te zien kregen. Holmes was Ali's sparringpartner en velen zagen het gevecht als het spreekwoordelijke doorgeven van de stok. Holmes zou later bekennen dat, hoewel hij het gevecht domineerde, hij uit respect voor zijn idool en voormalig werkgever ietwat terughoudend gevochten had. Na het gevecht werd bekendgemaakt dat Ali in de Mayo Kliniek onderzocht was en dat de resultaten van het onderzoek choquerend waren. Hij had toegegeven dat zijn vingers tintelden en dat het spreken hem moeilijker afging. King had al deze informatie achtergehouden, zodat het gevecht tegen Holmes doorgang kon hebben.
Ondanks alles zou Ali nog een keer in de ring aantreden. Op 11 december 1981 zou Ali tegenover de opkomende ster en toekomstig wereldkampioen Trevor Berbick staan, in wat bekend zou worden onder de naam The Drama in the Bahamas. Het gevecht kon op weinig media-aandacht rekenen en fans stonden ook niet om het gevecht te springen. Het gevecht vond met weinig publiciteit in Nassau plaats. Hoewel Ali marginaal beter presteerde dan in zijn partij tegen Holmes veertien maanden eerder, verloor hij in de tien ronden durende partij unaniem op punten van zijn twaalf jaar jongere tegenstander.
Na dit verlies ging Ali definitief met pensioen in 1981.

## Palmares
- Olympisch kampioen halfzwaargewichten: 1960
- Wereldkampioen zwaargewichten WBA (2048 dagen): 1967-1968 (1x verdedigd), 1974-1978 (10x verdedigd), 1978-1979 (0x verdedigd)

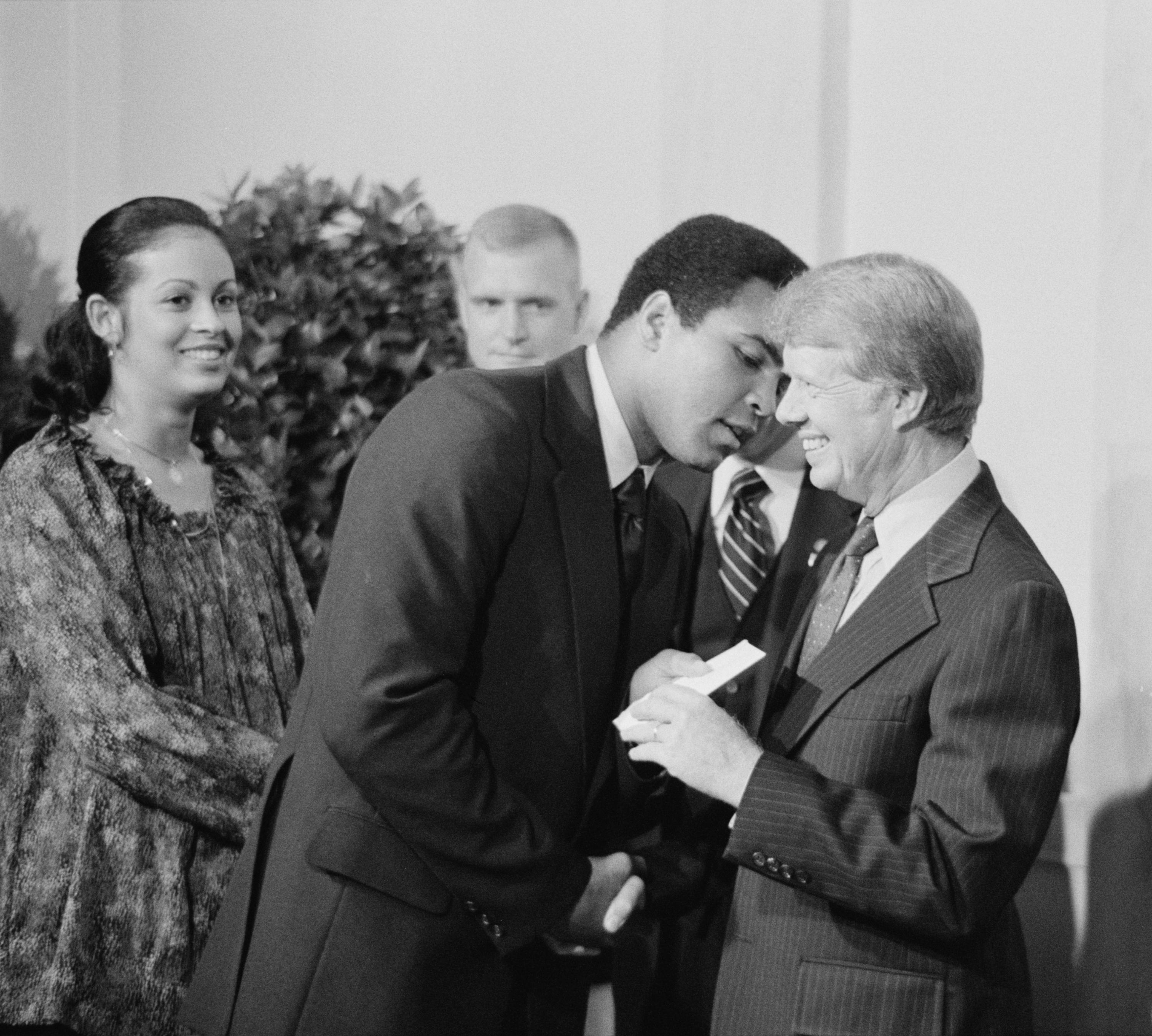
Muhammad Ali met ex-president Jimmy Carter in 1977

- Wereldkampioen zwaargewichten WBC (3045 dagen): 1964-1969 (9x verdedigd), 1974-1978 (10x verdedigd)

## Pensioen en nalatenschap
Ali heeft nagenoeg elke grote naam verslagen in een tijdperk dat te boek staat als het Gouden Tijdperk van het zwaargewichtboksen. Ali werd door het bokstijdschrift Ring Magazine vaker dan welke andere vechter dan ook tot "Bokser van het Jaar" gekroond en vocht in meer Ring Magazine "Wedstrijd van het Jaar"-gevechten dan enig andere vechter. Hij is opgenomen in de International Boxing Hall of Fame. Hij is tevens een van slechts drie boksers die in 1974 door Sports Illustrated tot Sportman van het Jaar werden gekozen. Hij wordt beschouwd als een van de beste pound-for-pound boksers aller tijden. Hij was een meester in het zichzelf verkopen en zijn psychologische spelletjes voor, tijdens en na wedstrijden waren hoogst effectief.

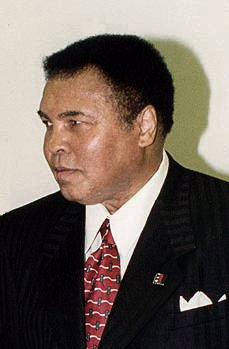
Muhammad Ali in 2004

 In 1978, drie jaar voordat Ali met pensioen ging, werd in zijn thuishaven Louisville de Walnut Street naar hem hernoemd, die voortaan als "Muhammed Ali Boulevard" door het leven zou gaan. Het naambord zou nog vaak gestolen worden. Het idee om de Central High School naar Ali te vernoemen werd door een comité van de Jefferson County Public Schools afgewezen.
Ali leed aan de Ziekte van Parkinson. De ziekte werd in 1984 geconstateerd en Ali's motorische functies begonnen langzaam af te takelen. Hoewel dokters het in de jaren 80 en 90 er niet over eens waren of de ziekte een gevolg was van zijn bokscarrière, of dat er sprake was van een degeneratieve ziekte, werd hij uiteindelijk gediagnosticeerd met een vorm van Parkinson die ook wel boksersdementie genoemd wordt. Medio 2005 werd bekendgemaakt dat Ali's toestand snel achteruit ging. In de documentaire When We Were Kings, toen Ali in een interview gevraagd werd of hij naar aanleiding van zijn medische toestand spijt had van zijn boksverleden, antwoordde hij dat wanneer hij niet gebokst had, hij nog steeds schilder in Louisville, Kentucky geweest zou zijn.
Ondanks zijn ziekte was Ali een geliefd en actief publiek figuur. Onlangs werd hij in de "Forbes Celebrity 100" gekozen. In 1985 was hij gastscheidsrechter bij het eerste WrestleMania-evenement. In 1987 werd hij door de California Bicentennial Foundation for the US Constitution, gekozen om de Amerikaanse grondwet en de Bill of Rights te personificeren gedurende enkele vooraanstaande evenementen. Ali voer op een vlot tijdens de Tournament of Roses Parade, die de herdenking van de 200e verjaardag van de Amerikaanse grondwet inluidde. Ali publiceerde een mondelinge overlevering, Muhammad Ali: His Life and Times with Thomas Hauser, in 1991. Hij ontving de "Spirit of America Award", als de (h)erkenbaarste Amerikaan ter wereld. In 1996 had hij de eer de laatste drager van het olympische vuur te zijn tijdens de Olympische Spelen van Atlanta 1996. Hij verscheen tijdens de AFL Grand Final, de finale van het Australian Football seizoen. Ook begroette hij jaarlijks bij de Los Angeles Marathon lopers aan de finish. In 1999 ontving hij een speciale eenmalige prijs van de BBC. Tijdens hun jaarlijkse "BBC Sports personality of the Year"-ceremonie kreeg hij de "BBC Sports personality of the Century Award" uitgereikt, een prijs voor sportpersoonlijkheid van de eeuw.
Zijn dochter Laila Ali bokste sinds 1999, ondanks dat haar vader zich eerder tegen vrouwenboksen had uitgesproken in 1978: "vrouwen zijn niet gemaakt voor zulke stoten tegen de borst en in het gezicht..., hun lichaam is niet gemaakt voor stoten hier [tikkend op zijn borst]. Hard geraakt worden op de borst... hard... en meer van dat."
Op 13 september 1999 benoemde de Kentucky Hall of Fame hem tot "Kentucky Athlete of the Century" tijdens een ceremonie in het Galt House.
In 2001 werd Ali in de biografische film Ali neergezet door acteur Will Smith. De film kreeg wisselende kritieken; de positieve commentaren hadden vooral betrekking op de acteerprestaties van Smith en Jon Voight, die hen Oscarnominaties opleverden. Voor de film gemaakt werd, had Will Smith meermalen de rol van Ali geweigerd, tot deze hem zelf voor de rol vroeg. Volgens Smith had Ali tegen hem gegrapt dat hij niet knap genoeg was om hem te spelen.
Op 9 november 2005 ontving Ali tijdens een ceremonie op het Witte Huis de "Presidential Medal of Freedom", een van de hoogste burgeronderscheidingen in de VS, die hij van George W. Bush ontving. In Berlijn ontving hij op 17 december 2005 de prestigieuze "Otto-Hahn-Friedensmedaille in Gold" van het Deutsche Gesellschaft für die Vereinte Nationen (DGVN), voor zijn inzet voor de Afro-Amerikaanse burgerrechtenbeweging en de Verenigde Naties.
Op 19 november 2005 opende in Louisville, Kentucky, het Muhammed Ali Center, een non-profitinstelling die zich richt op kernthema's zoals vrede, maatschappelijke verantwoordelijkheid, respect en persoonlijke ontwikkeling. Op de website van het Muhammed Ali Center staat het volgende: "Sinds hij met boksen gestopt is, heeft Ali zich wereldwijd ingespannen voor de humanitaire zaak. Als toegewijd soennitisch moslim reist hij de hele wereld over en leent hij zijn naam aan tal van projecten die armoede en honger bestrijden, onderwijs ondersteunen, adoptie promoten en mensen aanmoedigen elkaar te respecteren en elkaar beter te begrijpen. Er wordt geschat dat mede dankzij zijn hulp 22 miljoen maaltijden hun weg naar de mond van hongerigen hebben gevonden. Ali reist gemiddeld 200 dagen per jaar."
Tijdens de FedEx Orange Bowl op 2 januari 2007 was Ali ereaanvoerder van de Louisville Cardinals en droeg hij hun wedstrijdtenue met nummer 19. Ali werd vergezeld door golflegende Arnold Palmer, ereaanvoerder van de Wake Forest Demon Deacons en Miami Heat-sterspeler Dwyane Wade (die zijn verjaardag op dezelfde dag als Ali viert).

## Ziekte en dood
Op 2 juni 2016 werd hij in het ziekenhuis van Scottsdale opgenomen met ademhalingsproblemen. Een dag later stierf hij op 74-jarige leeftijd aan de gevolgen van de ziekte van Parkinson. Hij is op 10 juni begraven in zijn geboorteplaats Louisville. (Cave Hill Cemetery)

## Persoonlijk leven
Ali trouwde vier keer en hield aan deze huwelijken twee zoons (waarvan één geadopteerd) en zeven dochters over, onder wie de eveneens boksende Laila Ali. Ali kreeg ook twee buitenechtelijke kinderen. Ali trouwde in 1986 in Berrien Springs met zijn vierde vrouw, Yolanda 'Lonnie' Ali.
Zijn kleinzoon Nico Ali Walsh is professioneel bokser in de middengewichtsklasse sinds augustus 2021.

## Trivia
- In 1964 bracht Ali, toen nog onder de naam Cassius Clay, een singletje uit, Stand by Me.
- Ali heeft ook een aantal gedichten geschreven, die hij heeft voorgelezen in The Jerry Lewis Show.
- In de zomer van 1979 verbleef Muhammed Ali, op uitnodiging van sponsor Fiat, drie dagen in België om enkele exhibitiekampen te boksen. Zo speelde hij op 31 mei in het Gentse Sportpaleis voor een enthousiaste menigte tegen zijn vriend en sparringpartner Jimmy Ellis en op 1 juni in de Luikse Country Hall tegen toenmalig Belgisch kampioen Albert Syben.[4] Tijdens zijn verblijf gaf hij, vergezeld van zijn eega Veronica Porsche, ook enkele lucratieve actes de présences in onder andere Antwerpen en Brussel. Hij werd daarbij telkens hartelijk verwelkomd door de vip's van die tijd zoals wielerlegende Eddy Merckx en de spelers van kersvers landskampioen voetbal SK Beveren met doelman Jean-Marie Pfaff.[5]
- Ali is volgens het Guiness Book Of World Records de meest beschreven persoon in de wereldgeschiedenis.[bron?]

1920: Eddie Eagan ·
1924: Harry Mitchell ·
1928: Victorio Avendaño ·
1932: David Daniel Carstens ·
1936: Roger Michelot ·
1948: George Hunter ·
1952: Norvel Lee ·
1956: James Boyd ·
1960: Cassius Clay ·
1964: Cosimo Pinto ·
1968: Danas Pozniakas ·
1972: Mate Parlov ·
1976: Leon Spinks ·
1980: Slobodan Kačar ·
1984: Anton Josipović ·
1988: Andrew Maynard ·
1992: Torsten May ·
1996: Vasili Zjirov ·
2000: Aleksandr Lebzjak ·
2004: Andre Ward ·
2008: Zhang Xiaoping ·
2012: Jegor Mechontsjev ·
2016: Julio César La Cruz ·
2020: Arlen López
- Bibsys: 2126485
- Biblioteca Nacional de Chile: 000104973
- Biblioteca Nacional de España: XX1181021
- Bibliothèque nationale de France: cb12240256s (data)
- Catàleg d'autoritats de noms i títols de Catalunya: 981058615737006706
- CiNii: DA08134736
- Gemeinsame Normdatei: 118501976
- International Standard Name Identifier: 0000 0001 2023 9631
- Library of Congress Control Number: n79054611
- Nationale Bibliotheek van Letland: 000230969
- MusicBrainz: 9127d17a-8005-46a9-bf9d-b46e92f2952f
- National Archives and Records Administration: 10581509
- Bibliotheek van het Japanse parlement: 00431234
- Nationale Bibliotheek van Tsjechië: jn19981001869
- Nationale bibliotheek van Australië: 35806242
- Nationale Bibliotheek van Israël: 987007308953205171
- Nationale Bibliotheek van Polen: a0000001753444
- Nederlandse Thesaurus van Auteursnamen: 069352666
- Istituto Centrale per il Catalogo Unico: RAVV041998
- LIBRIS: 176042
- SNAC: w6rr26h6
- Système universitaire de documentation: 031126537
- Museum of New Zealand Te Papa Tongarewa: 39687
- Trove: 1095822
- Virtual International Authority File: 36972485
- WorldCat: E39PBJhhpY7HqMrj3BrR3G89jC